# Egglestonichthys patriciae
Egglestonichthys patriciae är en fiskart som beskrevs av Miller och Wongrat, 1979. Egglestonichthys patriciae ingår i släktet Egglestonichthys och familjen smörbultsfiskar. Inga underarter finns listade i Catalogue of Life.